# Coppa Bernocchi 1927
La Coppa Bernocchi 1927, nona edizione della corsa, si svolse il 7 settembre 1927 su un percorso di 235 km. Era valida come evento del circuito UCI categoria CB1.1. La vittoria fu appannaggio dell'italiano Giuseppe Pancera, precedendo i connazionali Allegro Grandi e Pio Caimmi. L'arrivo e la partenza della gara furono a Legnano.

## Ordine d'arrivo (Top 10)
| Pos. | Corridore        | Squadra   | Tempo |
| ---- | ---------------- | --------- | ----- |
| 1    | Giuseppe Pancera | Berettini | N.D.  |
| 2    | Allegro Grandi   | -         | N.D.  |
| 3    | Pio Caimmi       | Gloria    | N.D.  |
| 4    | N.D.             | -         | N.D.  |
| 5    | N.D.             | -         | N.D.  |
| 6    | N.D.             | -         | N.D.  |
| 7    | N.D.             | -         | N.D.  |
| 8    | N.D.             | -         | N.D.  |
| 9    | N.D.             | -         | N.D.  |
| 10   | N.D.             | -         | N.D.  |